# Zeelanda
Zeelanda (neerlandeză Zeeland) este o provincie în Țările de Jos, care se găsește în partea de vest a țării. Capitala sa este orașul Middelburg. Alte orașe ale provinciei sunt orașele Vlissingen, Goes, Zierikzee, Terneuzen și Veere. 
Se învecinează cu următoarele provincii: Olanda de Sud la nord, Brabantul de Nord la est și cu Belgia la sud.

## Comune
Provincia Zeelanda este împărțiță în 13 de comune. Înainte de anii 1990, aproape fiecare oraș a fost o comună separată, dar după reforma administrativă din anii 1990, orașe mai mici au fost incorporate în comune mai mari, reducând numărul de comune în provincie.

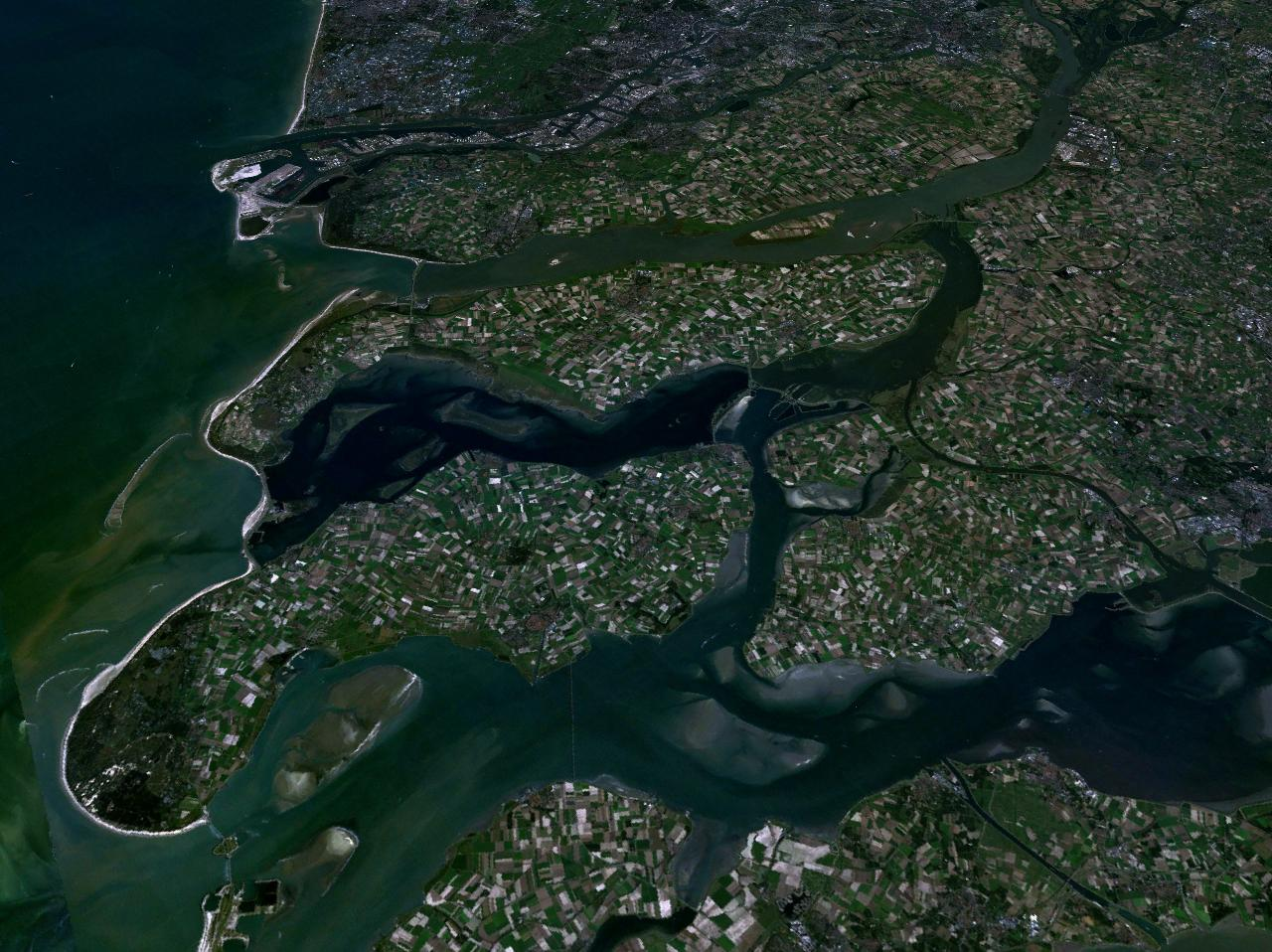
Schouwen-Duiveland și Tholen (cu Philipsland)

| 1. Borsele 2. Goes 3. Hulst 4. Kapelle 5. Middelburg | 6. Noord-Beveland 7. Reimerswaal 8. Schouwen-Duiveland 9. Sluis | 10. Terneuzen 11. Tholen 12. Veere 13. Vlissingen |